# Gino Meneghetti
Gino Meneghetti (Pisa, 1º luglio 1878 – San Paolo, 23 maggio 1976) è stato un criminale italiano radicato in Brasile.
Specializzato in furti, divenne in breve tempo uno dei banditi più famosi in Brasile.
Nato a Pisa, venne arrestato per la prima volta a soli undici anni. In seguito ad un arresto in Francia fu deportato in Italia. Continuò la carriera a Santos a partire dal 1913, periodo in cui vantava un notevole curriculum criminale.